# هدانبرژیت
سنگ هدانبرژیت

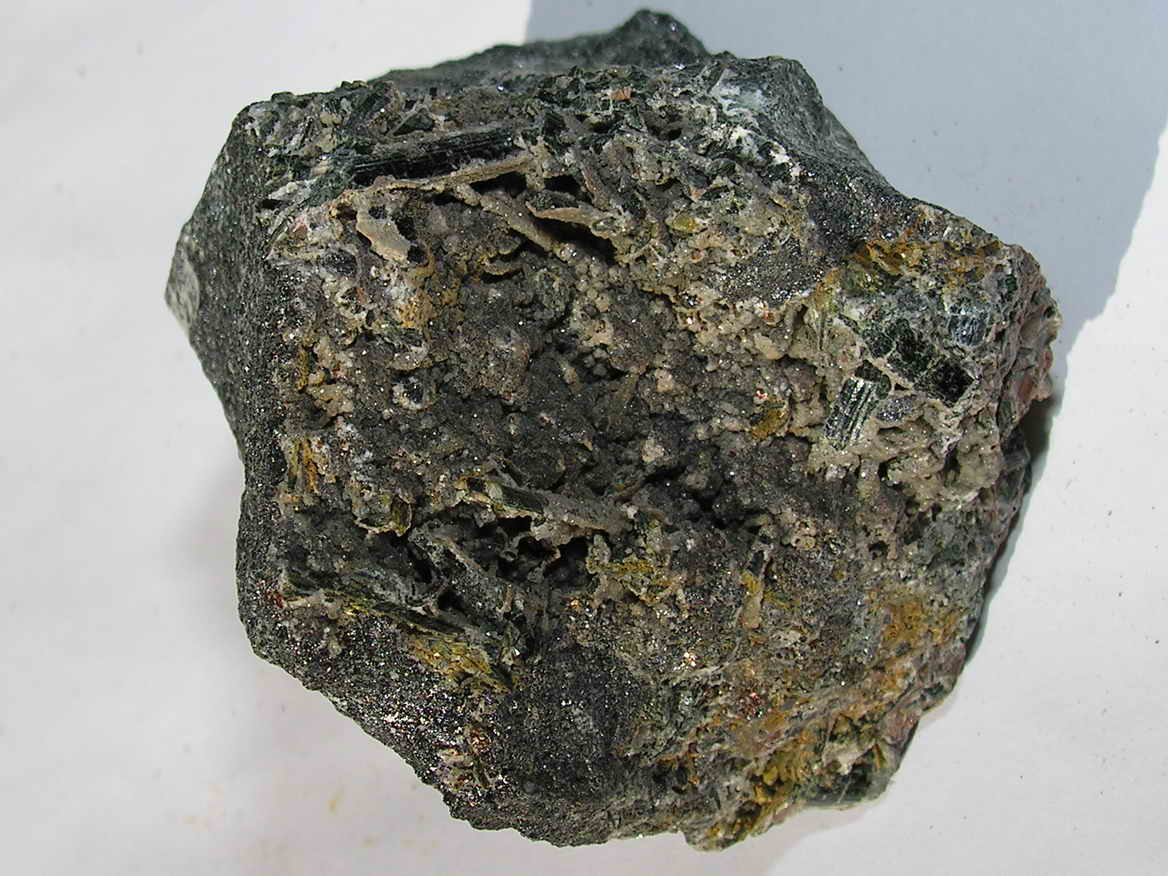
عکس سنگ هدانبرژیت

هدانبرژیت  (به انگلیسی: Hedanbergite) با فرمول شیمیایی CaFe[Si2O6] از مجموعه کانی هاست و ذوب شده و یک گلوله کوچک مگنتیک سیاه رنگ می‌دهد. از نام کانی‌شناس سوئدی M.A.L.Hedenberg گرفته شده‌است. کمی در HCl گرم محلول است. CaO:۲۲٫۶٪  FeO:۲۹٪  SiO۲:۴۸٫۴٪  برای اولین بار در سوئد کشف شد و از نظر شکل بلور: منشوری، رنگ: خاکستری تیره - قهوه‌ای - سبز متمایل به سیاه - سیاه، شفافیت: غیر شفاف، شکستگی: صدفی - نامنظم، جلا: شیشه ای، رخ: خوب، سیستم تبلور: مونوکلینیک و در رده‌بندی سیلیکات است  و منشأ تشکیل آن دگرگونی مجاورتی است.
همایند کانی‌شناسی (پارانژ) آن - مگنتیت- اوژیت- پیریت است.
، از نظر ژیزمان آگرگات دانه‌ای - توده‌ای - شعاعی تقریباََ کمیاب است و بیشتر در سوئد، آلمان شرقی، روسیه، ایتالیا یافت می‌شود.

## منبع
- پردیس کشاورزی ایران